# کرسین
کرسین (به چکی: Křesín) یک منطقهٔ مسکونی در جمهوری چک است که در ناحیه لیتومیریتسه واقع شده‌است. کرسین ۹٫۸ کیلومتر مربع مساحت و ۳۱۶ نفر جمعیت دارد و ۱۷۱ متر بالاتر از سطح دریا واقع شده‌است.